# Гаррах, Франц Альбрехт фон
Граф Франц Альбрехт фон Гаррах (нем. Franz Albrecht von Harrach; 25 ноября 1614, Вена — 23 мая 1666, Вена) — австрийский придворный и дипломат.

## Биография
Младший сын графа Карла фон Гарраха и Марии Элизабет фон Шраттенбах.
20 сентября 1640 стал камергером при дворе императора Фердинанда III. С 1 ноября 1642 по 1 марта 1655 занимал должность оберстфалькенмейстера (главного сокольничего). С 1 марта 1655 по 30 июня 1658 был оберстшталмейстером.
В 1644—1649 годах был советником администрации Австрии выше Эннса.
Во аремя Тридцатилетней войны в 1645 году был направлен послом к баварскому двору, где договорился с курфюрстом Максимилианом о посылке вспомогательных войск против шведов в наследственные имперские земли.
В 1663 году был направлен чрезвычайным послом во Францию, а в 1665 году в Испанию, где вел переговоры о женитьбе императора Леопольда I на инфанте Маргарите Терезии. По этому случаю был пожалован в рыцари ордена Золотого руна.

## Семья
Жена: баронесса Анна Магдалена Йоргер фон Толлет (12.09.1619 — после 1666), дочь барона Хельмгарда Йоргера фон Толлета и Марии Магдалены фон Польхейм. Брак бездетный